# El Borouj
El Borouj oder El Brouj (Zentralatlas-Tamazight ⵍⴱⵕⵓⵊ Lbṛuj; arabisch البروج) ist eine Stadt mit ca. 19.500 Einwohnern in der Provinz Settat in der marokkanischen Region Casablanca-Settat.

## Lage und Klima
Die Stadt El Borouj liegt am Kreuzungspunkt mehrerer wichtiger Straßen im Süden der historisch bedeutsamen Chaouia-Region in einer Höhe von ca. 400 m etwa 72 km (Fahrtstrecke) südöstlich der Provinzhauptstadt Settat bzw. ca. 150 km nordöstlich von Marrakesch. Das Klima ist gemäßigt bis warm; die jährliche Niederschlagsmenge (ca. 375 mm) fällt nahezu ausschließlich während des Winterhalbjahrs und ist bereits deutlich niedriger als in Rabat oder in Casablanca.

## Bevölkerung
| Jahr      | 1994   | 2004   | 2014   | 204    |
| Einwohner | 13.798 | 16.222 | 19.235 | 19.438 |

Der Ort war und ist das Zentrum des im 14. Jahrhundert aus Tunesien eingewanderten arabisch-stämmigen Stammes der Beni Meskine; in der zweiten Hälfte des 20. Jahrhunderts wanderten Berberfamilien aus den Bergregionen des Mittleren und des Hohen Atlas zu. Umgangssprache ist jedoch in der Regel Marokkanisches Arabisch.

## Wirtschaft
In den Dörfern der Umgebung von El Borouj wird in großem Umfang Feldwirtschaft betrieben, wobei der Anbau von Minze und die Anpflanzung von Olivenbäumen eine wichtige Rolle spielen; Tierhaltung (Schafe, Ziegen, Hühner) ist gegenüber früheren Zeiten eher selten geworden. Die Stadt selbst fungiert als regionales Handwerks-, Handels- und Dienstleistungszentrum und bietet die für die Region wichtigen Ausbildungs- und Gesundheitszentren.

## Geschichte
Bis in die ersten Jahrzehnte des 20. Jahrhunderts hinein war El Borouj lediglich ein größeres Berberdorf mit etwa 2.000 Einwohnern; Während der Protektoratszeit (1912–1956) und vor allem nach der Unabhängigkeit Marokkos (1956) entwickelte sich der Ort zu seiner heutigen Größe.

## Sehenswürdigkeiten
Die überwiegend moderne Stadt verfügt über keinerlei künstlerisch oder historisch bedeutsame Sehenswürdigkeiten.